# Silent Parade

La Parata Silenziosa a New York, sulla Quinta strada.

La Silent Parade (per esteso in inglese: Negro Silent Protest Parade, in italiano: Parata Silenziosa) fu una marcia di protesta silenziosa effettuata il 28 luglio 1917 da circa 10.000 afroamericani a New York, negli Stati Uniti.
Importante rilevanza mediatica fu data a quella che passò alla storia come la prima parata di soli neri nella metropoli statunitense. Negli Stati Uniti ogni anno, nella stessa data, viene riproposta una simbolica marcia volta a ricordare questo evento.

## Storia
Il 6 aprile 1917 gli Stati Uniti dichiararono guerra alla Germania, nell'ambito della prima guerra mondiale. La popolazione afro-americana, vessata dal razzismo dilagante e dalle leggi Jim Crow che imponevano un'ampia segregazione razziale di fatto, erano desiderosi di cercare una possibilità di dimostrare il proprio attaccamento alla patria e la propria utilità per la società statunitense. La NAACP, l'organizzazione fondata otto anni prima che tutelava le persone di colore negli Stati Uniti, si fece promotrice di questo desiderio e organizzò una parata.
Lo stesso mese si stava inoltre discutendo presso la Corte suprema il caso Buchanan contro Warley, con il quale la Corte stabilì per la prima volta che per la segregazione nelle zone residenziali (fenomeno in inglese detto zoning) il solo fattore della razza non era sufficiente a giustificare una tale scelta, diventando quindi incostituzionale a norma del XIV emendamento. Questo, unito a delle proteste sedate nel sangue nei mesi immediatamente successivi, fece in modo di rendere ancora più incessante la volontà di farsi sentire.
La sfilata venne preceduta dalle rivolte di East St. Louis che si tennero a maggio e luglio 1917, sedate nel sangue. La parata fu annunciata circa una decina di giorni prima, anche in altre città. La marcia si tenne infine lungo la Fifth Avenue, partendo dalla 57a strada, poco distante, per concludersi nella 23ª.